# Primeiro pré-molar superior

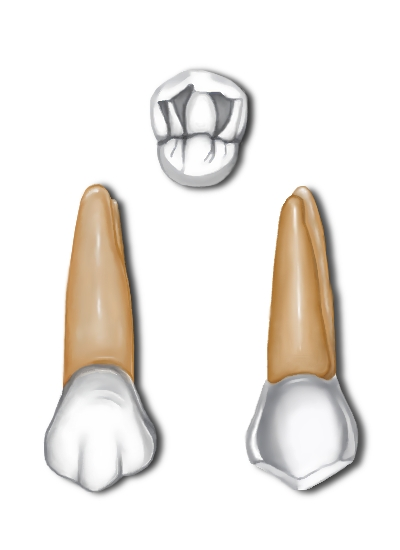
Primeiro pré-molar superior

O Primeiro pré-molar superior é um dente inserido osso maxilar.|
-Possui a cúspide vestibular bem maior que a lingual.|
-Geralmente possui duas raízes. |
-Devido a diferença de altura e volume das cúspides linguais, quando observamos o |
1º premolar superior por lingual visualizamos grande parte da cúspide vestibular.| 
-Face oclusal com contorne pentagonal.|
-A porção vestibular da face oclusal é maior em  
tamanho e volume em relação a porção lingual.|
-O sulco central é retilíneo e deslocado para lingual.|
-Devido ao volume das cúspides temos uma convergência acentuada das faces proximais 
para palatina no sentido horizontal.|

## Erupção e medida
|              | Início      | Erupção           | Término |
| Calcificação | 36 meses    | 10 a 11 anos      | 12 anos |
|              | Total       | Coroa             | Raiz    |
| Comprimento  | 22,5 mm     | 8,5 mm            | 13 mm   |
|              | Mesiodistal | Vestibulo-lingual |         |
| Diâmetro     | 7,0 mm      | 9,0 mm            |         |